# Örvényes
Het dorp Örvényes ligt op 2 km voorbij en oostelijk van Aszófö, en eveneens nabij het Balatonmeer. Het ligt op 5 km ten westen van Balatonfüred.
Hier in het dorp staat de enige werkende watermolen van het Balatonmeer-gebied.